# 라이언 시크레스트
라이언 시크레스트(Ryan Seacrest, 1974년 12월 24일 ~ )는 미국의 텔레비전 및 라디오 진행자이다. 《아메리칸 아이돌》. 《아메리칸 톱 40》 등을 진행한 것으로 잘 알려져 있다.

## 영화
- 사고친 후에
- 겟 스마트 (영화)
- 슈렉 포에버
- 뉴욕의 연인들 (2011년 영화)

## 텔레비전 방송
- 베벌리힐스 아이들
- 아메리칸 아이돌
- 래리 킹 라이브
- 로봇 치킨
- 펑크드
- 4차원 가족 카다시안 따라잡기
- 제81회 아카데미상
- 심슨 가족
- 쉐이즈 오브 블루
- 라이브! 위드 켈리 앤드 마이클
- 채울 수 없는
- Wheel of Fortune - 2024년 9월 (예정)